# 神腦國際
神腦國際企業股份有限公司（英語：Senao International Co., Ltd.，簡稱：神腦國際）在臺灣是屬於大型連鎖通訊零售商，成立於1979年5月18日，主業務為代銷各大品牌行動電話以及相關配件；之後由於中華電信入股成為主要股東，2007年4月起成為中華電信獨家代理銷售行動電話及門號，並在臺灣中華電信約200家營業窗口設點。

## 沿革

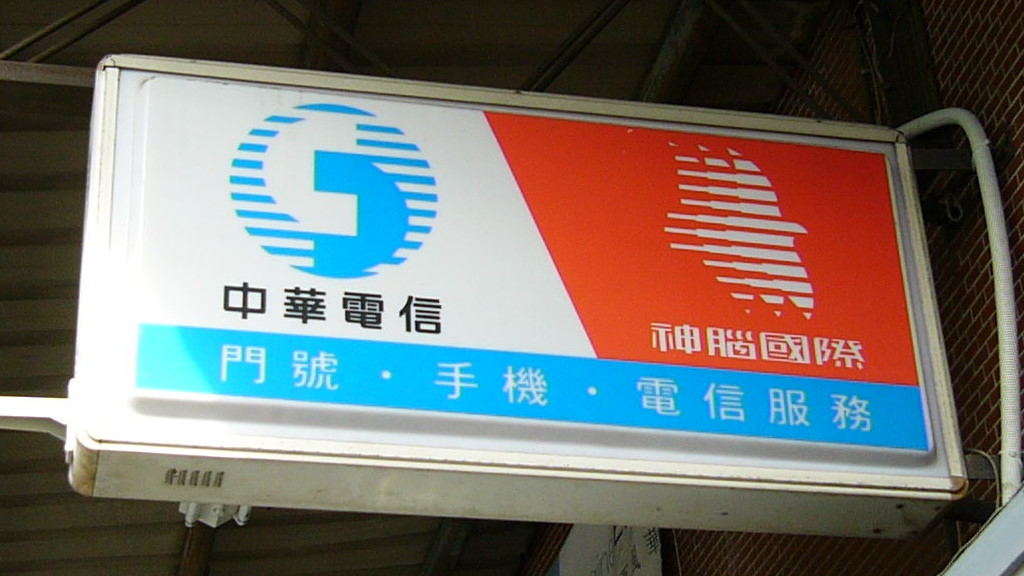
中華電信與神腦國際授權經銷商招牌，左為中華電信第一代商標，右為神腦國際第一代商標

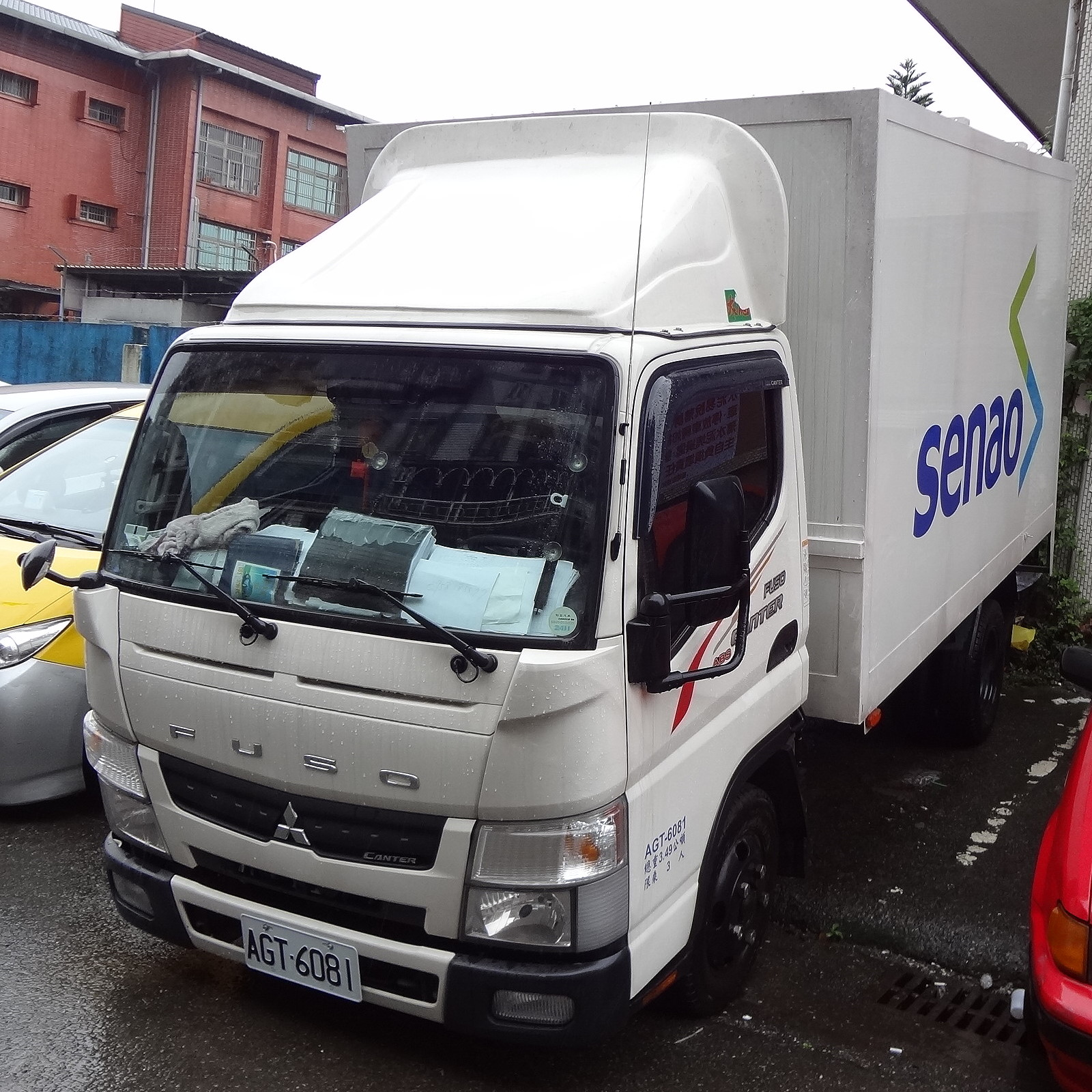
神腦國際第二代商標塗裝貨車

- 1979年5月，27歲任職工商雜誌《實業世界》廣告業務員的林保雍效法客戶宏碁創辦人施振榮，創立「神腦企業開發有限公司」，資本額新臺幣500萬元，販賣長距離無線通訊器材；當時的林保雍騎著一輛三陽野狼125就出來打拚，他自述「公司會取名『神腦』，就是當時覺得電腦太神奇」[2]。
- 1994年，神腦企業轉型為GSM手機代理經銷商。1994年8月，神腦企業更名為「神腦國際企業股份有限公司」。
- 1997年9月24日，神腦國際成立神腦科技文教基金會。1997年11月，神腦國際與中華電信簽約代理行銷中華電信第一類行動通訊業務。
- 1998年，神腦國際取得中華電信手機獨家經銷權，雖然當時神腦國際月營業額只有新臺幣七億元，林保雍卻大膽地與摩托羅拉簽訂一筆破新臺幣十億元的單款手機訂單，中華電信因此鞏固臺灣電信業龍頭寶座，神腦也藉著中華電信的訂單在市場站穩腳步。
- 2001年，神腦國際成為上市公司[1]。
- 2002年，神腦國際與中華電信的獨家經銷合約到期，聯強國際跟進搶食中華電信手機經銷權。2004年，震旦行也跟進搶食中華電信手機經銷權。
- 2006年，林保雍將自己的神腦國際三成持股折價五成賣給中華電信，中華電信成為神腦國際最大股東，林保雍卸任神腦國際董事長、轉任神腦國際總裁，中華精測董事長俞進一接任神腦國際董事長，神腦國際獲得《天下雜誌》500大服務業排名評比第62名。
- 2006年10月，神腦國際轉投資成立神準科技。
- 2006年12月，中華電信宣布公開收購神腦國際三成股權[3]。2007年1月，中華電信完成公開收購神腦國際三成股權，成為神腦國際最大股東。
- 2007年4月，神腦國際再次取得中華電信手機獨家經銷權。
- 2008年1月，神腦國際更新企業識別系統。
- 2009年，經營 神腦國際 Senao  Facebook粉絲團。
- 2011年，神腦國際進軍中國大陸[4]，第一家沃神腦在上海開幕。
- 2014年，神腦國際積極發展O2O，神腦購物商城開始營運。
- 2016年6月27日，神腦國際舉行股東會，林保雍承認神腦國際過去幾年投資中國大陸失利，並陸續撤收江蘇、福建等地的二百餘家經銷點，以達到虧損止血的目的[5][6]。本次股東會完成董監事改選，董事長賴峰偉任期屆滿卸任，謝繼茂繼任董事長，新增副董事長職位由林保雍擔任。
- 2016年11月15日，賴勁麟接任神腦國際董事長[7][8]。
- 2017 年 ，設立 神腦國際Senao  YouTube頻道，並自製單元節目。
- 2017 年開始製作【秒懂潮科技】節目，將複雜的科技概念，以動畫為媒介簡單呈現！涵蓋多元科技主題，讓觀眾快速了解。
- 2019年 開始製作【LIVE神好康】直播節目，精選好物就讓觀眾看直播買便宜，每週晚上八點FB、YouTube、蝦皮同步直播
- 2019年 開始製作【神來點蘋】節目，深入淺出帶觀眾認識Apple 產品功能和超實用的操作技巧
- 2019年 開始製作【好感生活】節目，教觀眾如何用智慧家電營造美好生活的儀式感，擁抱完美的夢想家居
- 2020年 開始製作【星事神最懂】節目，解析Galaxy系列的產品特色，教你學會運用創新的功能！
- 2020年 開始製作【神級玩家】節目，開箱介紹最新、最熱門的PS5、Switch、XBOX遊戲，帶領遊戲迷到新世界冒險！
- 2020年 開始製作【流言健定團】節目，一一破解保健迷思，專家帶領觀眾認識最正確、專業的健康真相！
- 2022年 開始製作【神級人物】節目，每月專訪名人專家，分享生活經驗、3C運用與科技新知，專訪過吳鳳、夢多、吳秉承、白安、楊千霈、柯以柔、嚴正嵐、YouTuber李勛等人！
- 2022年6月15日，林榮賜接任神腦國際董事長[9]。
- 2023年5月30日，鄭宏輝接任神腦國際董事長[10]。

## 外部連結
- 神腦國際 （页面存档备份，存于）
- 神腦國際的Facebook專頁
- 神腦國際的新浪微博